# Авария танкера «Надежда»
Авария танкера «Надежда» — авария, которая произошла на российском танкере «Надежда» 28 ноября 2015 года вследствие его выкидывания на мель. Катастрофа привела к разливу нефтепродуктов и гибели птиц у побережья Невельска.

## Танкер
Танкер построен в 1986 году в Корее, порт приписки — Находка, судовладелец — ООО «ДВ Акватория». По другим данным владельцем судна является ООО «Росторг».

## Предпосылки
По данным СМИ на борту было 786 тонн нефтепродуктов, из них 426 тонн дизельного горючего и 360 тонн мазута. На момент события в районе аварии действовало штормовое предупреждение. Сама авария произошла у берегов западного Сахалина.

## Хронология событий
28 ноября, утром в субботу, к берегу Сахалина в районе порта Невельск прижимным ветром выбросило на мель танкер «Надежда» с восемью членами экипажа и тоннами нефтепродуктов на борту. По предварительной информации, из-за ветра якорь при выемке ударил корму, как следствие, танкер получил трещину в машинном отделении. Объёмы разлива топлива в акватории оценить не удалось. По данным МЧС РФ, выявлено загрязнение береговой линии фрагментами нефтепродуктов длиной 500 метров, шириной до 1 метра от уреза воды.
29 ноября на берег доставлен один член экипажа, остальные члены команды помогают в прокладке специальной линии для откачки топлива. Также, по сообщениям МЧС РФ, на место прибыл буксировщик «Отто Шмидт», который поможет в снятии танкера с мели. Также спасатели начали работу по очищению береговой полосы от мазута. Одновременно с этим, на помощь вышло российское спасательное судно «Рубин».
30 ноября началась операция по откачке топлива. Также заместитель начальника ГУ МЧС РФ по Сахалинской области Вячеслав Мурнау заявил, что за день «с танкера выкачали 24 м³ нефтепродуктов — это один бензовоз». Он также отметил, что было «установлено 120 метров боновых ограждений и собрано 105 м³ загрязнённого грунта».
1 декабря операцию по снятию танкера с мели приостановили из-за сложных погодных условий. Власть ищет альтернативные способы откачки топлива. На борту судна  «Надежда» остался только капитан. По отдельным сведениям море постоянно выкидывает новые порции мазута, а соответственно утечка с танкера продолжается. Также 1 декабря общественными организациями были замечены сотни испачканных мазутом бакланов.
2 декабря по факту аварии возбуждено уголовное дело по статье «Нарушение правил безопасности движения и эксплуатации морского транспорта». Также начались работы по насыпанию временной дороги к судну. По сообщениям СМИ на это понадобится не менее двух недель и 15 000 м³ камня. В результате появится возможность для более оперативного проведения спасательной операции. А на набережной, рядом с которой сел на мель танкер, подготовлена площадка для заезда техники. Определено направление, по которому начнут отсыпать проезд к судну, обозначены карьеры, с которых грузовики повезут камень. С боков насыпи планируется сделать защиту от волн.
3 декабря на 19:30 (по сахалинскому времени) аэромобильной группировкой Главного управления МЧС России очищено 940 м² береговой полосы.  Также на протяжении этого дня группами от организаций «Айлэнд Дженерал Сервисес», «Экошельф» и «Центр аварийно-спасательных и экологических операций» продолжена работа по сбору загрязнённого грунта. Однако в связи с прогнозируемыми неблагоприятными погодными явлениями откачка ГСМ с танкера «Надежда» была временно приостановлена.
28 декабря несмотря на ранее опубликованное заявление о полной откачке топлива из танкера, произошёл ещё один выброс мазута во время шторма. Мазутные пятна появлялись под правым бортом у свежепостроенной насыпи, по которой производилась откачка топлива.

## Последствия
Со слов начальника региональной общественной организации «Экологическая вахта Сахалина» Дмитрия Лисицына, нефтепродукты растеклись приблизительно на 5 км вдоль береговой линии. По его мнению, экологической катастрофой это событие назвать нельзя. Однако, считает эколог, это серьёзная авария для Невельска, которая негативно повлияет на птиц и морских обитателей в этом районе. 
В 2017 году было опубликовано исследование последствий аварии. По наблюдениям произведённым от даты аварии и до конца первого полугодия 2016 года было установлено, что загрязнению подверглась береговая зона Юго-западного Сахалина длиной в 13 км. Концентрация нефтепродуктов вдоль береговой полосы начала падать уже в середине декабря 2015 года, с параллельным увеличением их концентрации в литоральных отложениях.